# Orobanche minor
Espèce
Classification phylogénétique
L’Orobanche du trèfle ou la Petite Orobanche (Orobanche minor) est une plante herbacée parasite de la famille des Orobanchaceae. Elle parasite le système racinaire de sa plante hôte grâce à ses racines suçoirs.
C'est l'une des espèces les plus communes, elle est originaire du sud de l'Europe, mais a été largement introduite ailleurs, par exemple en Australie et aux États-Unis. Cette espèce est très généraliste dans sa gamme d'hôtes, et peut infecter des centaines d'espèces de la famille des Ranunculaceae à celle des Poaceae (Graminées) mais avec une claire préférence celle des Fabaceae (Légumineuses) et  des Asteraceae (Composées). Cependant des variétés poussant sur différentes espèces d'hôtes sont génétiquement divergentes et physiologiquement adaptées à leurs hôtes locaux, et sont peut-être donc dans un état de spéciation naissante.

## Taxonomie
Quatre taxons infraspécifiques sont actuellement reconnus au Royaume-Uni:
- O. minor var minor
- O. minor var. flava
- O. minor var. compositarum
- O. minor subsp. maritima[3],[6]